# 點斑半鈎鯰
點斑半鈎鯰（学名：Hemiancistrus punctulatus）為輻鰭魚綱鯰形目甲鯰科的其中一種，為熱帶淡水魚，分布於南美洲巴西dos Patos湖流域，體長可達19公分，棲息在底層水域，生活習性不明。
其种加词“punctulatus”意为“有斑点的”。